# Seleção Cubana de Futebol Feminino
A Seleção Cubana de Futebol Feminino representa Cuba no futebol feminino internacional.

## Resultados recentes
A seguir, uma lista de resultados de partidas nos últimos 12 meses, bem como quaisquer partidas futuras que foram agendadas.
Legenda
      Vitória
      Empate
      Derrota

### 2022
| 16 de fevereiro Qualificatórias CONCACAF W de 2022 | Cuba | 3 – 0 | São Vicente e Granadinas | Santiago de Cuba, Cuba                                       |  |
| 15:00 UTC-5                                        |      |       |                          | Estádio: Estadio Antonio Maceo Árbitro: Predefinição:Arbitra |  |

| 19 de fevereiro Qualificatórias CONCACAF W de 2022 | Ilhas Virgens Britânicas | 0 – 14    | Cuba | San Pedro Sula, Honduras                                                 |  |
| 15:30 UTC-6                                        |                          | Relatório |      | Estádio: Estadio General Francisco Morazán Árbitro: Predefinição:Arbitra |  |

| 08 de abril Qualificatórias CONCACAF W de 2022 | Cuba | – | Honduras | TBD          |
|                                                |      |   |          | Estádio: TBD |

| 12 de abril Qualificatórias CONCACAF W de 2022 | Haiti | – | Cuba | TBD          |
|                                                |       |   |      | Estádio: TBD |

## Campanhas

### Copa do Mundo Feminina da FIFA
| Desempenho histórico na Copa do Mundo | Desempenho histórico na Copa do Mundo | Desempenho histórico na Copa do Mundo | Desempenho histórico na Copa do Mundo | Desempenho histórico na Copa do Mundo | Desempenho histórico na Copa do Mundo | Desempenho histórico na Copa do Mundo | Desempenho histórico na Copa do Mundo |
| Ano                                   | Resultado                             | J                                     | V                                     | E                                     | D                                     | GP                                    | GS                                    |
| ------------------------------------- | ------------------------------------- | ------------------------------------- | ------------------------------------- | ------------------------------------- | ------------------------------------- | ------------------------------------- | ------------------------------------- |
| 1991                                  | Não entrou                            | Não entrou                            | Não entrou                            | Não entrou                            | Não entrou                            | Não entrou                            | Não entrou                            |
| 1995                                  | Não entrou                            | Não entrou                            | Não entrou                            | Não entrou                            | Não entrou                            | Não entrou                            | Não entrou                            |
| 1999                                  | Não entrou                            | Não entrou                            | Não entrou                            | Não entrou                            | Não entrou                            | Não entrou                            | Não entrou                            |
| 2003                                  | Não entrou                            | Não entrou                            | Não entrou                            | Não entrou                            | Não entrou                            | Não entrou                            | Não entrou                            |
| 2007                                  | Não entrou                            | Não entrou                            | Não entrou                            | Não entrou                            | Não entrou                            | Não entrou                            | Não entrou                            |
| 2011                                  | Não se classificou                    | Não se classificou                    | Não se classificou                    | Não se classificou                    | Não se classificou                    | Não se classificou                    | Não se classificou                    |
| 2015                                  | Não se classificou                    | Não se classificou                    | Não se classificou                    | Não se classificou                    | Não se classificou                    | Não se classificou                    | Não se classificou                    |
| 2019                                  | Não se classificou                    | Não se classificou                    | Não se classificou                    | Não se classificou                    | Não se classificou                    | Não se classificou                    | Não se classificou                    |
| 2023                                  | A determinar                          | A determinar                          | A determinar                          | A determinar                          | A determinar                          | A determinar                          | A determinar                          |
| Total                                 | -                                     | -                                     | -                                     | -                                     | -                                     | -                                     | -                                     |

### Campeonato Feminino da CONCACAF
| Desempenho histórico no Campeonato Feminino da CONCACAF | Desempenho histórico no Campeonato Feminino da CONCACAF | Desempenho histórico no Campeonato Feminino da CONCACAF | Desempenho histórico no Campeonato Feminino da CONCACAF | Desempenho histórico no Campeonato Feminino da CONCACAF | Desempenho histórico no Campeonato Feminino da CONCACAF | Desempenho histórico no Campeonato Feminino da CONCACAF | Desempenho histórico no Campeonato Feminino da CONCACAF |
| Ano                                                     | Resultado                                               | J                                                       | V                                                       | E                                                       | D                                                       | GP                                                      | GS                                                      |
| ------------------------------------------------------- | ------------------------------------------------------- | ------------------------------------------------------- | ------------------------------------------------------- | ------------------------------------------------------- | ------------------------------------------------------- | ------------------------------------------------------- | ------------------------------------------------------- |
| 1991                                                    | Não entrou                                              | Não entrou                                              | Não entrou                                              | Não entrou                                              | Não entrou                                              | Não entrou                                              | Não entrou                                              |
| 1993                                                    | Não entrou                                              | Não entrou                                              | Não entrou                                              | Não entrou                                              | Não entrou                                              | Não entrou                                              | Não entrou                                              |
| 1994                                                    | Não entrou                                              | Não entrou                                              | Não entrou                                              | Não entrou                                              | Não entrou                                              | Não entrou                                              | Não entrou                                              |
| 1998                                                    | Não entrou                                              | Não entrou                                              | Não entrou                                              | Não entrou                                              | Não entrou                                              | Não entrou                                              | Não entrou                                              |
| 2000                                                    | Não entrou                                              | Não entrou                                              | Não entrou                                              | Não entrou                                              | Não entrou                                              | Não entrou                                              | Não entrou                                              |
| 2002                                                    | Não entrou                                              | Não entrou                                              | Não entrou                                              | Não entrou                                              | Não entrou                                              | Não entrou                                              | Não entrou                                              |
| 2006                                                    | Não entrou                                              | Não entrou                                              | Não entrou                                              | Não entrou                                              | Não entrou                                              | Não entrou                                              | Não entrou                                              |
| 2010                                                    | Não se classificou                                      | Não se classificou                                      | Não se classificou                                      | Não se classificou                                      | Não se classificou                                      | Não se classificou                                      | Não se classificou                                      |
| 2014                                                    | Não se classificou                                      | Não se classificou                                      | Não se classificou                                      | Não se classificou                                      | Não se classificou                                      | Não se classificou                                      | Não se classificou                                      |
| 2018                                                    | Fase de Grupos                                          | 3                                                       | 0                                                       | 0                                                       | 3                                                       | 0                                                       | 29                                                      |
| 2022                                                    | A determinar                                            | A determinar                                            | A determinar                                            | A determinar                                            | A determinar                                            | A determinar                                            | A determinar                                            |
| Total                                                   | Fase de Grupos                                          | 3                                                       | 0                                                       | 0                                                       | 3                                                       | 0                                                       | 29                                                      |

### Jogos Olímpicos
| Desempenho histórico nos Jogos Olímpicos | Desempenho histórico nos Jogos Olímpicos | Desempenho histórico nos Jogos Olímpicos | Desempenho histórico nos Jogos Olímpicos | Desempenho histórico nos Jogos Olímpicos | Desempenho histórico nos Jogos Olímpicos | Desempenho histórico nos Jogos Olímpicos | Desempenho histórico nos Jogos Olímpicos |
| Ano                                      | Resultado                                | J                                        | V                                        | E                                        | D                                        | GP                                       | GS                                       |
| ---------------------------------------- | ---------------------------------------- | ---------------------------------------- | ---------------------------------------- | ---------------------------------------- | ---------------------------------------- | ---------------------------------------- | ---------------------------------------- |
| 1996                                     | Não entrou                               | Não entrou                               | Não entrou                               | Não entrou                               | Não entrou                               | Não entrou                               | Não entrou                               |
| 2000                                     | Não entrou                               | Não entrou                               | Não entrou                               | Não entrou                               | Não entrou                               | Não entrou                               | Não entrou                               |
| 2004                                     | Não entrou                               | Não entrou                               | Não entrou                               | Não entrou                               | Não entrou                               | Não entrou                               | Não entrou                               |
| 2008                                     | Não se classificou                       | Não se classificou                       | Não se classificou                       | Não se classificou                       | Não se classificou                       | Não se classificou                       | Não se classificou                       |
| 2012                                     | Não se classificou                       | Não se classificou                       | Não se classificou                       | Não se classificou                       | Não se classificou                       | Não se classificou                       | Não se classificou                       |
| 2016                                     | Não se classificou                       | Não se classificou                       | Não se classificou                       | Não se classificou                       | Não se classificou                       | Não se classificou                       | Não se classificou                       |
| 2020                                     | Não se classificou                       | Não se classificou                       | Não se classificou                       | Não se classificou                       | Não se classificou                       | Não se classificou                       | Não se classificou                       |
| 2024                                     | A determinar                             | A determinar                             | A determinar                             | A determinar                             | A determinar                             | A determinar                             | A determinar                             |
| 2028                                     | A determinar                             | A determinar                             | A determinar                             | A determinar                             | A determinar                             | A determinar                             | A determinar                             |
| 2032                                     | A determinar                             | A determinar                             | A determinar                             | A determinar                             | A determinar                             | A determinar                             | A determinar                             |
| Total                                    | -                                        | -                                        | -                                        | -                                        | -                                        | -                                        | -                                        |

1. 1 2 3  «Women's Ranking». www.fifa.com (em inglês). Consultado em 13 de julho de 2022